# Alex Davani
Alex Davani (ur. 17 sierpnia 1985 w Papui-Nowej Gwinei) – papuaski piłkarz grający na pozycji napastnika w australijskim klubie Brisbane City FC, reprezentant swojego kraju.
Piłkę nożną uprawia amatorsko, z zawodu jest prawnikiem pracującym w papuaskiej filii firmy Esso. Piastuje także stanowisko przewodniczącego Komisji Sportowców w Stowarzyszeniu Igrzysk Pacyfiku Papui-Nowej Gwinei, co czyni go także członkiem jej Rady Wykonawczej.